# Interlands IJslands voetbalelftal 1970-1979
Deze pagina toont een chronologisch en gedetailleerd overzicht van de interlands die het IJslands voetbalelftal heeft gespeeld in de periode 1970 – 1979.

## Interlands

### 1970
|                                                      |              |       |         |                                                                                     |
| 2 februari Vriendschappelijk № 55 «onderlinge duels» | Engeland     | 1 – 0 | IJsland | Dolphins Stadium, Slough Toeschouwers: 4.400 Scheidsrechter: Malcolm Sinclair (ENG) |
| 2 februari Vriendschappelijk № 55 «onderlinge duels» | Ken Gray 53' |       |         | Dolphins Stadium, Slough Toeschouwers: 4.400 Scheidsrechter: Malcolm Sinclair (ENG) |

|                                                                  |                           |       |          |                                                                                            |
| 10 mei Vriendschappelijk № 56 «onderlinge duels» 17:00 uur (UTC) | IJsland                   | 1 – 1 | Engeland | Laugardalsvöllur, Reykjavik Toeschouwers: 6.046 Scheidsrechter: Guðmundur Haraldsson (ISL) |
| 10 mei Vriendschappelijk № 56 «onderlinge duels» 17:00 uur (UTC) | Matthías Hallgrímsson 87' |       |          | Laugardalsvöllur, Reykjavik Toeschouwers: 6.046 Scheidsrechter: Guðmundur Haraldsson (ISL) |

|                                                                   |         |       |           |                                                                                        |
| 22 juni Vriendschappelijk № 57 «onderlinge duels» 20:00 uur (UTC) | IJsland | 0 – 1 | Frankrijk | Laugardalsvöllur, Reykjavik Toeschouwers: 4.734 Scheidsrechter: William Anderson (SCO) |
| 22 juni Vriendschappelijk № 57 «onderlinge duels» 20:00 uur (UTC) |         | ?     |           | Laugardalsvöllur, Reykjavik Toeschouwers: 4.734 Scheidsrechter: William Anderson (SCO) |

|                                                                  |         |       |            |                                                                                          |
| 7 juli Vriendschappelijk № 58 «onderlinge duels» 20:00 uur (UTC) | IJsland | 0 – 0 | Denemarken | Laugardalsvöllur, Reykjavik Toeschouwers: 8.097 Scheidsrechter: Alistair MacKenzie (SCO) |
| 7 juli Vriendschappelijk № 58 «onderlinge duels» 20:00 uur (UTC) |         |       |            | Laugardalsvöllur, Reykjavik Toeschouwers: 8.097 Scheidsrechter: Alistair MacKenzie (SCO) |

|                                                                   |                                               |       |           |                                                                                    |
| 20 juli Vriendschappelijk № 59 «onderlinge duels» 20:00 uur (UTC) | IJsland                                       | 2 – 0 | Noorwegen | Laugardalsvöllur, Reykjavik Toeschouwers: 5.822 Scheidsrechter: Tiny Wharton (SCO) |
| 20 juli Vriendschappelijk № 59 «onderlinge duels» 20:00 uur (UTC) | Hermann Gunnarsson 61' Hermann Gunnarsson 63' |       |           | Laugardalsvöllur, Reykjavik Toeschouwers: 5.822 Scheidsrechter: Tiny Wharton (SCO) |

### 1971
|                                                                                            |         |       |           |                                                                                    |
| 12 mei Olympisch kwalificatietoernooi voetbal 1972 № 60 «onderlinge duels» 20:00 uur (UTC) | IJsland | 0 – 0 | Frankrijk | Laugardalsvöllur, Reykjavik Toeschouwers: 5.722 Scheidsrechter: Kåre Sirevåg (NOR) |
| 12 mei Olympisch kwalificatietoernooi voetbal 1972 № 60 «onderlinge duels» 20:00 uur (UTC) |         |       |           | Laugardalsvöllur, Reykjavik Toeschouwers: 5.722 Scheidsrechter: Kåre Sirevåg (NOR) |

|                                                                    |                                                      |       |                       |                                                                             |
| 26 mei Vriendschappelijk № 61 «onderlinge duels» 19:00 uur (UTC+1) | Noorwegen                                            | 3 – 1 | IJsland               | Brannstadion, Bergen Toeschouwers: 9.514 Scheidsrechter: Ove Dahlberg (SWE) |
| 26 mei Vriendschappelijk № 61 «onderlinge duels» 19:00 uur (UTC+1) | Arnfinn Espeseth 21' Jan Fuglset 27' Jan Fuglset 34' |       | 5' Hermann Gunnarsson | Brannstadion, Bergen Toeschouwers: 9.514 Scheidsrechter: Ove Dahlberg (SWE) |

|                                                                                               |                   |       |         |                                                                                  |
| 16 juni Olympisch kwalificatietoernooi voetbal 1972 № 62 «onderlinge duels» 20:30 uur (UTC+1) | Frankrijk         | 1 – 0 | IJsland | Stade Jean-Bouin, Parijs Toeschouwers: 1.151 Scheidsrechter: Robert Schaut (BEL) |
| 16 juni Olympisch kwalificatietoernooi voetbal 1972 № 62 «onderlinge duels» 20:30 uur (UTC+1) | Gérard Hallet 58' |       |         | Stade Jean-Bouin, Parijs Toeschouwers: 1.151 Scheidsrechter: Robert Schaut (BEL) |

|                                                                      |                   |       |          |                                                                                     |
| 4 augustus Vriendschappelijk № 63 «onderlinge duels» 20:00 uur (UTC) | IJsland           | 1 – 3 | Engeland | Laugardalsvöllur, Reykjavik Toeschouwers: 5.716 Scheidsrechter: R.B. Crawford (SCO) |
| 4 augustus Vriendschappelijk № 63 «onderlinge duels» 20:00 uur (UTC) | Tómas Pálsson 20' |       |          | Laugardalsvöllur, Reykjavik Toeschouwers: 5.716 Scheidsrechter: R.B. Crawford (SCO) |

|                                                                       |         |                                           |       |                                                                                        |
| 13 augustus Vriendschappelijk № 64 «onderlinge duels» 20:00 uur (UTC) | IJsland | 0 – 2                                     | Japan | Laugardalsvöllur, Reykjavik Toeschouwers: 5.847 Scheidsrechter: Thomas Marschall (SCO) |
| 13 augustus Vriendschappelijk № 64 «onderlinge duels» 20:00 uur (UTC) |         | 64' Ryuichi Sugiyama 66' Ryuichi Sugiyama |       | Laugardalsvöllur, Reykjavik Toeschouwers: 5.847 Scheidsrechter: Thomas Marschall (SCO) |

### 1972
|                                                                       |                                                                                          |       |         |                                                                                       |
| 18 mei Kwalificatie WK 1974 № 65 «onderlinge duels» 20:00 uur (UTC+1) | België                                                                                   | 4 – 0 | IJsland | Maurice Dufrasnestadion, Luik Toeschouwers: 6.257 Scheidsrechter: Kaj Rasmussen (DEN) |
| 18 mei Kwalificatie WK 1974 № 65 «onderlinge duels» 20:00 uur (UTC+1) | Paul Van Himst 12' Odilon Polleunis 34' Odilon Polleunis 57' Einar Gunnarsson 89' (e.d.) |       |         | Maurice Dufrasnestadion, Luik Toeschouwers: 6.257 Scheidsrechter: Kaj Rasmussen (DEN) |

|                                                                       |         |                                                                                        |        |                                                                                          |
| 22 mei Kwalificatie WK 1974 № 66 «onderlinge duels» 20:00 uur (UTC+1) | IJsland | 0 – 4                                                                                  | België | Albert Dyserynckstadion, Brugge Toeschouwers: 10.508 Scheidsrechter: Dominic Byrne (IRL) |
| 22 mei Kwalificatie WK 1974 № 66 «onderlinge duels» 20:00 uur (UTC+1) |         | 28' François Janssens 30' (pen.) Raoul Lambert 49' (pen.) Raoul Lambert 60' Jean Dockx |        | Albert Dyserynckstadion, Brugge Toeschouwers: 10.508 Scheidsrechter: Dominic Byrne (IRL) |

|                                                                  |                                                |       |                                                                                     |                                                                                          |
| 3 juli Vriendschappelijk № 67 «onderlinge duels» 20:00 uur (UTC) | IJsland                                        | 2 – 5 | Denemarken                                                                          | Laugardalsvöllur, Reykjavik Toeschouwers: 7.570 Scheidsrechter: Alistair MacKenzie (SCO) |
| 3 juli Vriendschappelijk № 67 «onderlinge duels» 20:00 uur (UTC) | Guðgeir Leifsson 25' Eyleifur Hafsteinsson 33' |       | 14' Jack Hansen 35' Allan Simonsen 51' Keld Bak 58' Allan Simonsen 84' Heino Hansen | Laugardalsvöllur, Reykjavik Toeschouwers: 7.570 Scheidsrechter: Alistair MacKenzie (SCO) |

|                                                                     |                                                                        |       |         |                                                                                        |
| 12 juli Vriendschappelijk № 68 «onderlinge duels» 20:00 uur (UTC+1) | IJsland                                                                | 3 – 0 | Faeröer | Laugardalsvöllur, Reykjavik Toeschouwers: 1.373 Scheidsrechter: Magnús Pétursson (ISL) |
| 12 juli Vriendschappelijk № 68 «onderlinge duels» 20:00 uur (UTC+1) | Faeröerse speler 9' (e.d.) Tómas Pálsson 31' Eyleifur Hafsteinsson 43' |       |         | Laugardalsvöllur, Reykjavik Toeschouwers: 1.373 Scheidsrechter: Magnús Pétursson (ISL) |

|                                                                           |                                                                       |       |                   |                                                                                        |
| 3 augustus WK 1974 kwalificatie № 69 «onderlinge duels» 18:30 uur (UTC+1) | Noorwegen                                                             | 4 – 1 | IJsland           | Stavangerstadion, Stavanger Toeschouwers: 11.000 Scheidsrechter: Wolfgang Riedel (DDR) |
| 3 augustus WK 1974 kwalificatie № 69 «onderlinge duels» 18:30 uur (UTC+1) | Jan Fuglset 55' (pen.) Tom Lund 57' Harry Hestad 83' Tor Johansen 87' |       | 90' Örn Óskarsson | Stavangerstadion, Stavanger Toeschouwers: 11.000 Scheidsrechter: Wolfgang Riedel (DDR) |

### 1973
|                                                                  |         |                                                                                              |         |                                                                     |
| 8 juni Vriendschappelijk № 70 «onderlinge duels» 19:00 uur (UTC) | Faeröer | 0 – 4                                                                                        | IJsland | Djúpumýrastadion, Klaksvík Scheidsrechter: Kári Thorsteinsson (FAR) |
| 8 juni Vriendschappelijk № 70 «onderlinge duels» 19:00 uur (UTC) |         | 15' Matthías Hallgrímsson 50' Steinar Jóhannsson 53' Marteinn Geirsson 64' Marteinn Geirsson |         | Djúpumýrastadion, Klaksvík Scheidsrechter: Kári Thorsteinsson (FAR) |

|                                                                     |                    |       |         |                                                                                           |
| 11 juli Vriendschappelijk № 71 «onderlinge duels» 19:00 uur (UTC+1) | Zweden             | 1 – 0 | IJsland | Rimnersvallen, Uddevalla Toeschouwers: 12.066 Scheidsrechter: Preben Christophersen (DEN) |
| 11 juli Vriendschappelijk № 71 «onderlinge duels» 19:00 uur (UTC+1) | Staffan Tapper 60' |       |         | Rimnersvallen, Uddevalla Toeschouwers: 12.066 Scheidsrechter: Preben Christophersen (DEN) |

|                                                                   |                      |       |                                                   |                                                                                   |
| 17 juli Vriendschappelijk № 72 «onderlinge duels» 20:00 uur (UTC) | IJsland              | 1 – 2 | DDR                                               | Laugardalsvöllur, Reykjavik Toeschouwers: 5.280 Scheidsrechter: John Gordon (SCO) |
| 17 juli Vriendschappelijk № 72 «onderlinge duels» 20:00 uur (UTC) | Ólafur Júlíusson 29' |       | 35' Hans-Jürgen Kreische 39' Hans-Jürgen Kreische | Laugardalsvöllur, Reykjavik Toeschouwers: 5.280 Scheidsrechter: John Gordon (SCO) |

|                                                                   |         |                                             |     |                                                                                   |
| 19 juli Vriendschappelijk № 73 «onderlinge duels» 20:00 uur (UTC) | IJsland | 0 – 2                                       | DDR | Laugardalsvöllur, Reykjavik Toeschouwers: 5.156 Scheidsrechter: John Gordon (SCO) |
| 19 juli Vriendschappelijk № 73 «onderlinge duels» 20:00 uur (UTC) |         | 19' Hans-Jürgen Kreische 49' Eberhard Vogel |     | Laugardalsvöllur, Reykjavik Toeschouwers: 5.156 Scheidsrechter: John Gordon (SCO) |

|                                                                         |         |                                                                      |           |                                                                                    |
| 2 augustus WK 1974 kwalificatie № 74 «onderlinge duels» 20:00 uur (UTC) | IJsland | 0 – 4                                                                | Noorwegen | Laugardalsvöllur, Reykjavik Toeschouwers: 4.283 Scheidsrechter: Ove Dahlberg (SWE) |
| 2 augustus WK 1974 kwalificatie № 74 «onderlinge duels» 20:00 uur (UTC) |         | 40' Harald Sunde 55' Tor Johansen 80' Per Pettersen 87' Tor Johansen |           | Laugardalsvöllur, Reykjavik Toeschouwers: 4.283 Scheidsrechter: Ove Dahlberg (SWE) |

|                                                                            |                                                                                          |       |         |                                                                                       |
| 22 augustus WK 1974 kwalificatie № 75 «onderlinge duels» 20:00 uur (UTC+1) | Nederland                                                                                | 5 – 0 | IJsland | Stadion De Meer, Amsterdam Toeschouwers: 17.213 Scheidsrechter: Jacques Colling (LUX) |
| 22 augustus WK 1974 kwalificatie № 75 «onderlinge duels» 20:00 uur (UTC+1) | Willem van Hanegem 6' Johan Cruijff 8' Arie Haan 17' Willy Brokamp 29' Johan Cruijff 57' |       |         | Stadion De Meer, Amsterdam Toeschouwers: 17.213 Scheidsrechter: Jacques Colling (LUX) |

|                                                                            |                    |       | |                                                                                         |
| 29 augustus WK 1974 kwalificatie № 76 «onderlinge duels» 20:00 uur (UTC+1) | IJsland            | 1 – 8 | Nederland | De Adelaarshorst, Deventer Toeschouwers: 23.000 Scheidsrechter: Martti Hirviniemi (FIN) |
| 29 augustus WK 1974 kwalificatie № 76 «onderlinge duels» 20:00 uur (UTC+1) | Elmar Geirsson 44' |       | 15' Willy Brokamp 21' Johan Cruijff 24' Johan Neeskens 28' Johan Cruijff 46' René van de Kerkhof 48' (pen.) Dick Schneider 71' Willem van Hanegem 75' Willy Brokamp | De Adelaarshorst, Deventer Toeschouwers: 23.000 Scheidsrechter: Martti Hirviniemi (FIN) |

### 1974
|                                                                  |                 |       |                                                                      |                                                                                                |
| 3 juli Vriendschappelijk № 77 «onderlinge duels» 18:30 uur (UTC) | Faeröer         | 2 – 3 | IJsland                                                              | Ovara Vølli í Gundadali, Tórshavn Toeschouwers: 2.500 Scheidsrechter: Kári Thorsteinsson (FAR) |
| 3 juli Vriendschappelijk № 77 «onderlinge duels» 18:30 uur (UTC) | Sverri Jacobsen |       | 17' Matthías Hallgrímsson 32' Ásgeir Elíasson 64' Kristinn Björnsson | Ovara Vølli í Gundadali, Tórshavn Toeschouwers: 2.500 Scheidsrechter: Kári Thorsteinsson (FAR) |

|                                                                       |                                           |       |                                                   |                                                                                        |
| 19 augustus Vriendschappelijk № 78 «onderlinge duels» 19:00 uur (UTC) | IJsland                                   | 2 – 2 | Finland                                           | Ovara Vølli í Gundadali, Tórshavn Toeschouwers: 3.500 Scheidsrechter: Kyle Rollo (SCO) |
| 19 augustus Vriendschappelijk № 78 «onderlinge duels» 19:00 uur (UTC) | Teitur Þórðarson 5' Marteinn Geirsson 10' |       | 45' Mika-Matti Paatelainen 59' Kristinn Björnsson | Ovara Vølli í Gundadali, Tórshavn Toeschouwers: 3.500 Scheidsrechter: Kyle Rollo (SCO) |

|                                                                          |         |                                                         |        |                                                                                       |
| 8 september Kwalificatie EK 1976 № 79 «onderlinge duels» 14:00 uur (UTC) | IJsland | 0 – 2                                                   | België | Laugardalsvöllur, Reykjavik Toeschouwers: 7.540 Scheidsrechter: Thomas Reynolds (WAL) |
| 8 september Kwalificatie EK 1976 № 79 «onderlinge duels» 14:00 uur (UTC) |         | 38' (pen.) Wilfried Van Moer 78' (pen.) Jacques Teugels |        | Laugardalsvöllur, Reykjavik Toeschouwers: 7.540 Scheidsrechter: Thomas Reynolds (WAL) |

|                                                     |                                      |       |                           |                                                                                     |
| 9 oktober Vriendschappelijk № 80 «onderlinge duels» | Denemarken                           | 2 – 1 | IJsland                   | Laugardalsvöllur, Reykjavik Toeschouwers: 6.200 Scheidsrechter: Egil Bergstad (NOR) |
| 9 oktober Vriendschappelijk № 80 «onderlinge duels» | Flemming Lund 19' Ulrik le Fevre 60' |       | 25' Matthías Hallgrímsson | Laugardalsvöllur, Reykjavik Toeschouwers: 6.200 Scheidsrechter: Egil Bergstad (NOR) |

|                                                                           |                    |       |                           |                                                                                       |
| 12 oktober EK 1976 kwalificatie № 81 «onderlinge duels» 17:00 uur (UTC+1) | DDR                | 1 – 1 | IJsland                   | Ernst Grubestadion, Maagdenburg Toeschouwers: 8.410 Scheidsrechter: Svein Thime (NOR) |
| 12 oktober EK 1976 kwalificatie № 81 «onderlinge duels» 17:00 uur (UTC+1) | Martin Hoffmann 7' |       | 26' Matthías Hallgrímsson | Ernst Grubestadion, Maagdenburg Toeschouwers: 8.410 Scheidsrechter: Svein Thime (NOR) |

### 1975
|                                                                     |         |       |           |                                                                                      |
| 25 mei EK 1976 kwalificatie № 82 «onderlinge duels» 14:00 uur (UTC) | IJsland | 0 – 0 | Frankrijk | Laugardalsvöllur, Reykjavik Toeschouwers: 7.613 Scheidsrechter: Malcolm Wright (NIR) |
| 25 mei EK 1976 kwalificatie № 82 «onderlinge duels» 14:00 uur (UTC) |         |       |           | Laugardalsvöllur, Reykjavik Toeschouwers: 7.613 Scheidsrechter: Malcolm Wright (NIR) |

|                                                                     |                                                 |       |                       |                                                                                  |
| 5 juni EK 1976 kwalificatie № 83 «onderlinge duels» 20:00 uur (UTC) | IJsland                                         | 2 – 1 | DDR                   | Laugardalsvöllur, Reykjavik Toeschouwers: 10.373 Scheidsrechter: Ian Foote (SCO) |
| 5 juni EK 1976 kwalificatie № 83 «onderlinge duels» 20:00 uur (UTC) | Jóhannes Eðvaldsson 12' Ásgeir Sigurvinsson 32' |       | 48' Jürgen Pommerenke | Laugardalsvöllur, Reykjavik Toeschouwers: 10.373 Scheidsrechter: Ian Foote (SCO) |

|                                                                   | |       |         |                                                                                          |
| 23 juni Vriendschappelijk № 84 «onderlinge duels» 20:00 uur (UTC) | IJsland | 6 – 0 | Faeröer | Laugardalsvöllur, Reykjavik Toeschouwers: 2.093 Scheidsrechter: Guðjón Finnbogason (ISL) |
| 23 juni Vriendschappelijk № 84 «onderlinge duels» 20:00 uur (UTC) | Matthías Hallgrímsson 7' Teitur Þórðarson 21' Teitur Þórðarson 46' Matthías Hallgrímsson 54' Hörður Hilmarsson 66' Teitur Þórðarson 77' |       |         | Laugardalsvöllur, Reykjavik Toeschouwers: 2.093 Scheidsrechter: Guðjón Finnbogason (ISL) |

|                                                                                            |                    |       |                     |                                                                                     |
| 7 juli Olympisch kwalificatietoernooi voetbal 1976 № 85 «onderlinge duels» 20:00 uur (UTC) | IJsland            | 1 – 1 | Noorwegen           | Laugardalsvöllur, Reykjavik Toeschouwers: 10.971 Scheidsrechter: Ulf Eriksson (SWE) |
| 7 juli Olympisch kwalificatietoernooi voetbal 1976 № 85 «onderlinge duels» 20:00 uur (UTC) | Árni Sveinsson 17' |       | 21' Gabriel Høyland | Laugardalsvöllur, Reykjavik Toeschouwers: 10.971 Scheidsrechter: Ulf Eriksson (SWE) |

|                                                                                               |                                                             |       |                                              |                                                                                |
| 17 juli Olympisch kwalificatietoernooi voetbal 1976 № 86 «onderlinge duels» 19:00 uur (UTC+1) | Noorwegen                                                   | 3 – 2 | IJsland                                      | Brannstadion, Bergen Toeschouwers: 14.120 Scheidsrechter: Edgar Pedersen (DEN) |
| 17 juli Olympisch kwalificatietoernooi voetbal 1976 № 86 «onderlinge duels» 19:00 uur (UTC+1) | Sigbjørn Slinning 15' Gabriel Høyland 55' Helge Skuseth 63' |       | 12' Teitur Þórðarson 88' Jóhannes Eðvaldsson | Brannstadion, Bergen Toeschouwers: 14.120 Scheidsrechter: Edgar Pedersen (DEN) |

|                                                                                             |         |                                              |             |                                                                                   |
| 30 juli Olympisch kwalificatietoernooi voetbal 1976 № 87 «onderlinge duels» 20:00 uur (UTC) | IJsland | 0 – 2                                        | Sovjet-Unie | Laugardalsvöllur, Reykjavik Toeschouwers: 9.666 Scheidsrechter: John Gordon (SCO) |
| 30 juli Olympisch kwalificatietoernooi voetbal 1976 № 87 «onderlinge duels» 20:00 uur (UTC) |         | 53' Aleksandr Minayev 76' Aleksander Minayev |             | Laugardalsvöllur, Reykjavik Toeschouwers: 9.666 Scheidsrechter: John Gordon (SCO) |

|                                                                            |                                                              |       |         |                                                                                      |
| 3 september EK 1976 kwalificatie № 88 «onderlinge duels» 20:30 uur (UTC+1) | Frankrijk                                                    | 3 – 0 | IJsland | Stade Marcel Saupin, Nantes Toeschouwers: 14.217 Scheidsrechter: Albert Victor (LUX) |
| 3 september EK 1976 kwalificatie № 88 «onderlinge duels» 20:30 uur (UTC+1) | Jean-Marc Guillou 20' Jean-Marc Guillou 74' Marc Berdoll 87' |       |         | Stade Marcel Saupin, Nantes Toeschouwers: 14.217 Scheidsrechter: Albert Victor (LUX) |

|                                                                            |                   |       |         |                                                                                               |
| 6 september EK 1976 kwalificatie № 89 «onderlinge duels» 20:00 uur (UTC+1) | België            | 1 – 0 | IJsland | Maurice Dufrasnestadion, Luik Toeschouwers: 9.371 Scheidsrechter: Henning Lund Sørensen (DEN) |
| 6 september EK 1976 kwalificatie № 89 «onderlinge duels» 20:00 uur (UTC+1) | Raoul Lambert 43' |       |         | Maurice Dufrasnestadion, Luik Toeschouwers: 9.371 Scheidsrechter: Henning Lund Sørensen (DEN) |

| |                       |       |         |                                                                               |
| 10 september Olympisch kwalificatietoernooi voetbal 1976 № 90 «onderlinge duels» 19:30 uur (UTC+3) | Sovjet-Unie           | 1 – 0 | IJsland | Leninstadion, Moskou Toeschouwers: 30.000 Scheidsrechter: László Hámori (HUN) |
| 10 september Olympisch kwalificatietoernooi voetbal 1976 № 90 «onderlinge duels» 19:30 uur (UTC+3) | Aleksandr Minayev 40' |       |         | Leninstadion, Moskou Toeschouwers: 30.000 Scheidsrechter: László Hámori (HUN) |

### 1976
|                                                                    |           |                         |         |                                                                              |
| 19 mei Vriendschappelijk № 91 «onderlinge duels» 19:00 uur (UTC+1) | Noorwegen | 0 – 1                   | IJsland | Ullevaalstadion, Oslo Toeschouwers: 9.557 Scheidsrechter: Klaus Ohmsen (BRD) |
| 19 mei Vriendschappelijk № 91 «onderlinge duels» 19:00 uur (UTC+1) |           | 55' Ásgeir Sigurvinsson |         | Ullevaalstadion, Oslo Toeschouwers: 9.557 Scheidsrechter: Klaus Ohmsen (BRD) |

|                                                                   |             |       | |                                                                                           |
| 16 juni Vriendschappelijk № 92 «onderlinge duels» 19:00 uur (UTC) | Faeröer     | 1 – 6 | IJsland | Ovara Vølli í Gundadali, Tórshavn Toeschouwers: 2.000 Scheidsrechter: Jógvan Jensen (FAR) |
| 16 juni Vriendschappelijk № 92 «onderlinge duels» 19:00 uur (UTC) | J. Eysturoy |       | 20' Matthías Hallgrímsson 55' Teitur Þórðarson 65' Matthías Hallgrímsson 75' Ólafur Danívalsson 85' Guðmundur Þorbjörnsson 89' Guðmundur Þorbjörnsson | Ovara Vølli í Gundadali, Tórshavn Toeschouwers: 2.000 Scheidsrechter: Jógvan Jensen (FAR) |

|                                                                     |                    |       |         |                                                                                  |
| 14 juli Vriendschappelijk № 93 «onderlinge duels» 19:00 uur (UTC+2) | Finland            | 1 – 0 | IJsland | Olympiastadion, Helsinki Toeschouwers: 6.769 Scheidsrechter: John Homewood (ENG) |
| 14 juli Vriendschappelijk № 93 «onderlinge duels» 19:00 uur (UTC+2) | Esa Heiskainen 12' |       |         | Olympiastadion, Helsinki Toeschouwers: 6.769 Scheidsrechter: John Homewood (ENG) |

|                                                                       |                                                                          |       |                |                                                                                      |
| 21 augustus Vriendschappelijk № 94 «onderlinge duels» 15:00 uur (UTC) | IJsland                                                                  | 3 – 1 | Luxemburg      | Laugardalsvöllur, Reykjavik Toeschouwers: 2.065 Scheidsrechter: Brian McGinlay (SCO) |
| 21 augustus Vriendschappelijk № 94 «onderlinge duels» 15:00 uur (UTC) | Guðmundur Þorbjörnsson 18' Guðmundur Þorbjörnsson 21' Árni Sveinsson 75' |       | 36' Nico Braun | Laugardalsvöllur, Reykjavik Toeschouwers: 2.065 Scheidsrechter: Brian McGinlay (SCO) |

|                                                                          |         |                           |        |                                                                                      |
| 5 september WK 1978 kwalificatie № 95 «onderlinge duels» 18:15 uur (UTC) | IJsland | 0 – 1                     | België | Laugardalsvöllur, Reykjavik Toeschouwers: 9.580 Scheidsrechter: John Carpenter (IRL) |
| 5 september WK 1978 kwalificatie № 95 «onderlinge duels» 18:15 uur (UTC) |         | 73' François Van Der Elst |        | Laugardalsvöllur, Reykjavik Toeschouwers: 9.580 Scheidsrechter: John Carpenter (IRL) |

|                                                                          |         |                |           |                                                                                       |
| 8 september WK 1978 kwalificatie № 96 «onderlinge duels» 18:15 uur (UTC) | IJsland | 0 – 1          | Nederland | Laugardalsvöllur, Reykjavik Toeschouwers: 10.210 Scheidsrechter: Paddy Mullhall (IRL) |
| 8 september WK 1978 kwalificatie № 96 «onderlinge duels» 18:15 uur (UTC) |         | 42' Ruud Geels |           | Laugardalsvöllur, Reykjavik Toeschouwers: 10.210 Scheidsrechter: Paddy Mullhall (IRL) |

### 1977
|                                                                      |                     |       |               |                                                                                      |
| 11 juni WK 1978 kwalificatie № 97 «onderlinge duels» 15:00 uur (UTC) | IJsland             | 1 – 0 | Noord-Ierland | Laugardalsvöllur, Reykjavik Toeschouwers: 10.269 Scheidsrechter: Rudi Glöckner (DDR) |
| 11 juni WK 1978 kwalificatie № 97 «onderlinge duels» 15:00 uur (UTC) | Ingi Albertsson 33' |       |               | Laugardalsvöllur, Reykjavik Toeschouwers: 10.269 Scheidsrechter: Rudi Glöckner (DDR) |

|                                                                   |                                          |       |                 |                                                                                  |
| 30 juni Vriendschappelijk № 98 «onderlinge duels» 18:00 uur (UTC) | IJsland                                  | 2 – 1 | Noorwegen       | Laugardalsvöllur, Reykjavik Toeschouwers: 8.626 Scheidsrechter: David Syme (SCO) |
| 30 juni Vriendschappelijk № 98 «onderlinge duels» 18:00 uur (UTC) | Ingi Albertsson 33' Teitur Þórðarson 36' |       | 78' Odd Iversen | Laugardalsvöllur, Reykjavik Toeschouwers: 8.626 Scheidsrechter: David Syme (SCO) |

|                                                                   |         |                     |        |                                                                                        |
| 20 juli Vriendschappelijk № 99 «onderlinge duels» 20:00 uur (UTC) | IJsland | 0 – 1               | Zweden | Laugardalsvöllur, Reykjavik Toeschouwers: 8.636 Scheidsrechter: William Anderson (SCO) |
| 20 juli Vriendschappelijk № 99 «onderlinge duels» 20:00 uur (UTC) |         | 83' Sonny Johansson |        | Laugardalsvöllur, Reykjavik Toeschouwers: 8.636 Scheidsrechter: William Anderson (SCO) |

|                                                                             |                                                                            |       |                         |                                                                                       |
| 31 augustus WK 1978 kwalificatie № 100 «onderlinge duels» 20:00 uur (UTC+2) | Nederland                                                                  | 4 – 1 | IJsland                 | Goffertstadion, Nijmegen Toeschouwers: 25.000 Scheidsrechter: Martti Hirviniemi (FIN) |
| 31 augustus WK 1978 kwalificatie № 100 «onderlinge duels» 20:00 uur (UTC+2) | Willem van Hanegem 15' Ruud Geels 18' Johnny Rep 35' Ruud Geels 89' (pen.) |       | 66' Ásgeir Sigurvinsson | Goffertstadion, Nijmegen Toeschouwers: 25.000 Scheidsrechter: Martti Hirviniemi (FIN) |

|                                                                             |                                                                                     |       |         |                                                                                     |
| 3 september WK 1978 kwalificatie № 101 «onderlinge duels» 20:00 uur (UTC+2) | België                                                                              | 4 – 0 | IJsland | Stade Émile Versé, Anderlecht Toeschouwers: 5.807 Scheidsrechter: Svein Thime (NOR) |
| 3 september WK 1978 kwalificatie № 101 «onderlinge duels» 20:00 uur (UTC+2) | Gilbert Van Binst 15' Maurice Martens 20' (pen.) Paul Courant 60' Raoul Lambert 65' |       |         | Stade Émile Versé, Anderlecht Toeschouwers: 5.807 Scheidsrechter: Svein Thime (NOR) |

|                                                                              |                                     |       |         |                                                                                               |
| 21 september WK 1978 kwalificatie № 102 «onderlinge duels» 16:30 uur (UTC+1) | Noord-Ierland                       | 2 – 0 | IJsland | Windsor Park, Belfast Toeschouwers: 17.000 Scheidsrechter: Henning Lund Sørensen (Denemarken) |
| 21 september WK 1978 kwalificatie № 102 «onderlinge duels» 16:30 uur (UTC+1) | Chris McGrath 67' Sammy McIlroy 76' |       |         | Windsor Park, Belfast Toeschouwers: 17.000 Scheidsrechter: Henning Lund Sørensen (Denemarken) |

### 1978
|                                                                    |         |       |            |                                                                                      |
| 28 juni Vriendschappelijk № 103 «onderlinge duels» 20:00 uur (UTC) | IJsland | 0 – 0 | Denemarken | Laugardalsvöllur, Reykjavik Toeschouwers: 8.277 Scheidsrechter: Hugh Alexander (SCO) |
| 28 juni Vriendschappelijk № 103 «onderlinge duels» 20:00 uur (UTC) |         |       |            | Laugardalsvöllur, Reykjavik Toeschouwers: 8.277 Scheidsrechter: Hugh Alexander (SCO) |

|                                                                        |         |       |                  |                                                                                   |
| 3 september Vriendschappelijk № 104 «onderlinge duels» 14:00 uur (UTC) | IJsland | 0 – 0 | Verenigde Staten | Laugardalsvöllur, Reykjavik Toeschouwers: 4.307 Scheidsrechter: Rolf Haugen (NOR) |
| 3 september Vriendschappelijk № 104 «onderlinge duels» 14:00 uur (UTC) |         |       |                  | Laugardalsvöllur, Reykjavik Toeschouwers: 4.307 Scheidsrechter: Rolf Haugen (NOR) |

|                                                                           |         |                                   |       |                                                                                  |
| 6 september EK 1980 kwalificatie № 105 «onderlinge duels» 18:15 uur (UTC) | IJsland | 0 – 2                             | Polen | Laugardalsvöllur, Reykjavik Toeschouwers: 6.594 Scheidsrechter: Hugh Perry (NIR) |
| 6 september EK 1980 kwalificatie № 105 «onderlinge duels» 18:15 uur (UTC) |         | 24' Marek Kusto 85' Grzegorz Lato |       | Laugardalsvöllur, Reykjavik Toeschouwers: 6.594 Scheidsrechter: Hugh Perry (NIR) |

|                                                                              |                                                            |       |         |                                                                                     |
| 20 september EK 1980 kwalificatie № 106 «onderlinge duels» 20:00 uur (UTC+2) | Nederland                                                  | 3 – 0 | IJsland | Goffertstadion, Nijmegen Toeschouwers: 13.113 Scheidsrechter: Anders Mattsson (FIN) |
| 20 september EK 1980 kwalificatie № 106 «onderlinge duels» 20:00 uur (UTC+2) | Ruud Krol 31' Ernie Brandts 53' Rob Rensenbrink 63' (pen.) |       |         | Goffertstadion, Nijmegen Toeschouwers: 13.113 Scheidsrechter: Anders Mattsson (FIN) |

|                                                                           |                                                              |       |                     |                                                                                     |
| 4 oktober EK 1980 kwalificatie № 107 «onderlinge duels» 17:00 uur (UTC+1) | DDR                                                          | 3 – 1 | IJsland             | Kurt-Wabbelstadion, Halle Toeschouwers: 9.084 Scheidsrechter: Thomas Reynolds (WAL) |
| 4 oktober EK 1980 kwalificatie № 107 «onderlinge duels» 17:00 uur (UTC+1) | Werner Peter 6' Hans-Jürgen Riediger 29' Martin Hoffmann 72' |       | 15' Pétur Pétursson | Kurt-Wabbelstadion, Halle Toeschouwers: 9.084 Scheidsrechter: Thomas Reynolds (WAL) |

### 1979
|                                                                        |                                          |       |         |                                                                         |
| 22 mei EK 1980 kwalificatie № 108 «onderlinge duels» 18:15 uur (UTC+1) | Zwitserland                              | 2 – 0 | IJsland | Wankdorf, Bern Toeschouwers: 20.234 Scheidsrechter: Albert Victor (LUX) |
| 22 mei EK 1980 kwalificatie № 108 «onderlinge duels» 18:15 uur (UTC+1) | Herbert Hermann 27' Gianpietro Zappa 53' |       |         | Wankdorf, Bern Toeschouwers: 20.234 Scheidsrechter: Albert Victor (LUX) |

|                                                                   |                     |       |                                                       |                                                                                  |
| 26 mei Vriendschappelijk № 109 «onderlinge duels» 14:00 uur (UTC) | IJsland             | 1 – 3 | West-Duitsland                                        | Laugardalsvöllur, Reykjavik Toeschouwers: 8.240 Scheidsrechter: Kenny Hope (SCO) |
| 26 mei Vriendschappelijk № 109 «onderlinge duels» 14:00 uur (UTC) | Atli Eðvaldsson 84' |       | 32' Walter Kelsch 33' Dieter Hoeneß 67' Dieter Hoeneß | Laugardalsvöllur, Reykjavik Toeschouwers: 8.240 Scheidsrechter: Kenny Hope (SCO) |

|                                                                      |                       |       |                                      |                                                                                       |
| 9 juni EK 1980 kwalificatie № 110 «onderlinge duels» 14:00 uur (UTC) | IJsland               | 1 – 2 | Zwitserland                          | Laugardalsvöllur, Reykjavik Toeschouwers: 10.469 Scheidsrechter: Éamonn Farrell (IRL) |
| 9 juni EK 1980 kwalificatie № 110 «onderlinge duels» 14:00 uur (UTC) | Janus Guðlaugsson 50' |       | 58' Raimondo Ponte 61' Heinz Hermann | Laugardalsvöllur, Reykjavik Toeschouwers: 10.469 Scheidsrechter: Éamonn Farrell (IRL) |

|                                                                           |         |                                                                              |           |                                                                                     |
| 5 september EK 1980 kwalificatie № 111 «onderlinge duels» 18:30 uur (UTC) | IJsland | 0 – 4                                                                        | Nederland | Laugardalsvöllur, Reykjavik Toeschouwers: 10.375 Scheidsrechter: Clive Thomas (WAL) |
| 5 september EK 1980 kwalificatie № 111 «onderlinge duels» 18:30 uur (UTC) |         | 48' John Metgod 71' Willy van de Kerkhof 73' Dick Nanninga 87' Dick Nanninga |           | Laugardalsvöllur, Reykjavik Toeschouwers: 10.375 Scheidsrechter: Clive Thomas (WAL) |

|                                                                            |         |                                                          |     |                                                                                   |
| 12 september EK 1980 kwalificatie № 112 «onderlinge duels» 18:15 uur (UTC) | IJsland | 0 – 3                                                    | DDR | Laugardalsvöllur, Reykjavik Toeschouwers: 9.162 Scheidsrechter: Svein Thime (NOR) |
| 12 september EK 1980 kwalificatie № 112 «onderlinge duels» 18:15 uur (UTC) |         | 66' (pen.) Gerd Weber 73' Gerd Weber 80' Joachim Streich |     | Laugardalsvöllur, Reykjavik Toeschouwers: 9.162 Scheidsrechter: Svein Thime (NOR) |

|                                                                            |                                        |       |         |                                                                                               |
| 10 oktober EK 1980 kwalificatie № 113 «onderlinge duels» 17:30 uur (UTC+1) | Polen                                  | 2 – 0 | IJsland | Henryk Reymanstadion, Krakau Toeschouwers: 13.352 Scheidsrechter: Henning Lund Sørensen (DEN) |
| 10 oktober EK 1980 kwalificatie № 113 «onderlinge duels» 17:30 uur (UTC+1) | Roman Ogaza 55' Roman Ogaza 74' (pen.) |       |         | Henryk Reymanstadion, Krakau Toeschouwers: 13.352 Scheidsrechter: Henning Lund Sørensen (DEN) |

KSÍ · A-internationals · Bondscoaches · Statistieken · IJslands vrouwenelftal · Olympisch elftal · IJsland U21 · IJsland U20 · IJsland U19 · IJsland U18 · IJsland U17 · IJsland U16 · Vrouwen U17
1946 – 1949 · 1950 – 1959 · 1960 – 1969 · 1970 – 1979 · 1980 – 1989 · 1990 – 1999 · 2000 – 2009 · 2010 – 2019 · 2020 − 2029
EK 2016
WK 2018
1946 · 1947 · 1948 · 1949 · 1950 · 1951 · 1952 · 1953 · 1954 · 1955 · 1956 · 1957 · 1958 · 1959 · 1960 · 1961 · 1962 · 1963 · 1964 · 1965 · 1966 · 1967 · 1968 · 1969 · 1970 · 1971 · 1972 · 1973 · 1974 · 1975 · 1976 · 1977 · 1978 · 1979 · 1980 · 1981 · 1982 · 1983 · 1984 · 1985 · 1986 · 1987 · 1988 · 1989 · 1990 · 1991 · 1992 · 1993 · 1994 · 1995 · 1996 · 1997 · 1998 · 1999 · 2000 · 2001 · 2002 · 2003 · 2004 · 2005 · 2006 · 2007 · 2008 · 2009 · 2010 · 2011 · 2012 · 2013 · 2014 · 2015 · 2016 · 2017 · 2018 · 2019 · 2020 · 2021 · 2022 · 2023 · 2024
Albanië ·
Andorra ·
Argentinië ·
Armenië ·
Azerbeidzjan ·
Bahrein ·
België ·
Bermuda ·
Bolivia ·
Bosnië en Herzegovina ·
Brazilië ·
Bulgarije ·
Canada ·
Chili ·
China ·
Cyprus ·
Denemarken ·
DDR ·
Duitsland ·
El Salvador ·
Engeland ·
Estland ·
Faeröer ·
Finland ·
Frankrijk ·
Georgië ·
Ghana ·
Griekenland ·
Guatemala ·
Honduras ·
Hongarije ·
Ierland ·
India ·
Iran ·
Israël ·
Italië ·
Japan ·
Kazachstan ·
Koeweit ·
Kosovo ·
Kroatië ·
Letland ·
Liechtenstein ·
Litouwen ·
Luxemburg ·
Malta ·
Mexico ·
Moldavië ·
Montenegro ·
Nederland ·
Nigeria ·
Noord-Ierland ·
Noord-Macedonië ·
Noorwegen ·
Oeganda ·
Oekraïne ·
Oostenrijk ·
Peru · 
Polen ·
Portugal ·
Qatar ·
Roemenië ·
Rusland ·
San Marino ·
Saoedi-Arabië ·
Schotland ·
Slovenië ·
Slowakije ·
Sovjet-Unie ·
Spanje ·
Trinidad en Tobago ·
Tsjechië ·
Tsjecho-Slowakije ·
Tunesië ·
Turkije ·
Venezuela ·
Verenigde Arabische Emiraten ·
Verenigde Staten ·
Wales ·
Wit-Rusland ·
Zuid-Afrika ·
Zuid-Korea ·
Zweden ·
Zwitserland
Argentinië (2018) ·
Engeland (2016) · 
Hongarije (2016) ·
Kroatië (2018) ·
Nigeria (2018) · 
Portugal (2016)
CONMEBOL: Colombia · Ecuador

UEFA: Albanië · België · Bulgarije · Cyprus · Denemarken · West-Duitsland · Duitse Democratische Republiek · Engeland · Finland · Frankrijk · Griekenland · Hongarije · IJsland · Ierland · Italië · Joegoslavië · Luxemburg · Malta · Nederland · Noord-Ierland · Noorwegen · Oostenrijk · Polen · Portugal · Roemenië · Schotland ·  Sovjet-Unie ·  Spanje · Tsjecho-Slowakije · Turkije · Wales ·  Zweden · Zwitserland

CAF: Madagaskar AFC: Israël